# Leichtathletik-Weltmeisterschaften 2015/Teilnehmer (Saudi-Arabien)
| Gelbes Symbol für Goldmedaillen mit stilisierten Olympischen Ringen | Graues Symbol für Silbermedaillen mit stilisierten Olympischen Ringen | Braundes Symbol für Bronzemedaillen mit stilisierten Olympischen Ringen |
| ------------------------------------------------------------------- | --------------------------------------------------------------------- | ----------------------------------------------------------------------- |
| —                                                                   | —                                                                     | —                                                                       |

Der Leichtathletikverband Saudi-Arabiens nominierte drei Athleten für die Leichtathletik-Weltmeisterschaften 2015 in der chinesischen Hauptstadt Peking.

## Ergebnisse

### Männer

#### Laufdisziplinen
| Athlet          | Disziplin | Vorlauf     | Vorlauf | Halbfinale  | Halbfinale | Finale             | Finale             |
| Athlet          | Disziplin | Zeit        | Platz   | Zeit        | Platz      | Zeit               | Platz              |
| --------------- | --------- | ----------- | ------- | ----------- | ---------- | ------------------ | ------------------ |
| Youssef Masrahi | 400 m     | 43,93 s     | 1       | 44,40 s     | 6          | 45,15 s            | 8                  |
| Ali al-Deraan   | 800 m     | 1:47,65 min | 20      | 1:48,71 min | 21         | nicht qualifiziert | nicht qualifiziert |

#### Sprung/Wurf
| Athlet                | Disziplin  | Qualifikation | Qualifikation | Finale             | Finale             |
| Athlet                | Disziplin  | Weite/Höhe    | Platz         | Weite/Höhe         | Platz              |
| --------------------- | ---------- | ------------- | ------------- | ------------------ | ------------------ |
| Ahmed Fayez al-Dosari | Weitsprung | 7,63 m        | 25            | nicht qualifiziert | nicht qualifiziert |